# Hermanas Brumberg
Valentina Semyonovna Brumberg (en ruso: Валентина Семёновна Брумберг; 2 de agosto de 1899 - 28 de noviembre de 1975) y Zinaida Semyonovna Brumberg (en ruso: Зинаида Семёновна Брумберг; 2 de agosto de 1900 - 9 de febrero de 1983), comúnmente conocidas como las hermanas Brumberg, fueron pioneras de la industria de la animación soviética. En medio siglo crearon alrededor de 50 películas como directoras de animación, animadoras y guionistas, siempre trabajando juntas. Recibieron el nombramiento de Artistas Meritorias de la RSFSR en 1968.

## Biografía
Valentina y Zinaida Brumberg nacieron en Moscú en el seno de una familia judía. Su padre, Semyon Brumberg, era médico y participó en la Primera Guerra Mundial, mientras que su madre, Cecilia Brumberg, era profesora de música. Según sus amigos, las hermanas eran completamente opuestas tanto en carácter como en físico. Valentina era una mujer baja y activa, siempre obsesionada con las ideas, y Zinaida, era alta y tranquila y prefería quedarse en casa. En 1916 ambas hermanas se graduaron en Moscú con Diplomas de Educación. En 1918 entraron en la escuela estatal de arte Vkhutemas, terminando sus estudios en 1925.
Ese mismo año se unieron al Taller Experimental dirigido por Nikolai Khodataev, Yuri Merkulov y Zenon Komissarenko para trabajar en el largometraje China in Flames, realizado en apoyo del movimiento de liberación nacional chino. Con 1000 metros de película y 14 fotogramas por segundo, duraba más de 50 minutos, lo que la convirtió en una de las primeras películas animadas del mundo. Este taller también destacó por una variedad de estilos artísticos aportados por varios jóvenes animadores, entre ellos Ivan Ivanov-Vano, Vladímir Suteiev y las hermanas Brumberg.
En 1928, las Brumberg codirigieron su primer corto animado dibujado a mano, The Samoyed Boy, junto con Nikolai Khodataev y Olga Khodataeva, otro equipo de hermanos. Describe las aventuras de un pequeño nenet con una narrativa dramática que Khodataev describió como "los primeros pasos para conquistar el género comercial". En 1934 unieron sus fuerzas a Ivanov-Vano y codirigieron Tsar Durandai (también conocida como The Tale of Tsar Durandai), basada en el cuento de hadas satírico ruso y repleta de una impresionante animación.
En 1936, junto con muchos otros animadores con sede en Moscú, se mudaron a la recién fundada Soyuzmultfilm, donde se concentraron en crear cortos al estilo de Disney basados en cuentos infantiles populares, como Caperucita Roja y El cisne mágico. Desde 1937 habían estado dirigiendo películas por su cuenta.
Al inicio de la Gran Guerra Patriótica en 1941, fueron evacuadas a Samarcanda y más tarde a Almaty junto con otros animadores clave. Continuaron haciendo películas, incluyendo propaganda antifascista. Durante ese tiempo, dirigieron The Tale of Tsar Saltan, que se estrenó en 1943 poco después de su regreso a Moscú, y en 1945 terminaron The Lost Letter, que duró más de 40 minutos, convirtiéndose en el primer largometraje soviético de animación tradicional que ha sobrevivido. Aplicaron activamente la rotoscopia (conocida como Eclair en la Unión Soviética por el videoproyector Eclair) e incluso invitaron a Igor Moiseyev a representar los bailes.
Durante los siguientes 15 años, produjeron una serie de largometrajes y cortometrajes basados en Eclair, como The Night Before Christmas (1951) y The Island of Mistakes (1955), a menudo en equipo con su gran amigo, el actor de comedia Mikhail Yanshin, que no solo prestó su apariencia, movimientos y voz, sino que también trabajó como guionista y director asesor, aportándoles los conocimientos del Teatro de Arte de Moscú.
1948 estuvo marcado por el lanzamiento de Fedya Zaitcev sobre las aventuras de un stickman en Moscú. A pesar de las acusaciones de formalismo y subtextos ocultos, fue muy popular entre los niños y el stickman se convirtió en un emblema de Soyuzmultfilm durante muchos años
Con Fui yo quien dibujó al hombrecito (1960), una nueva versión completa de Fedya Zaitcev, las hermanas Brumberg se unieron a la nueva ola de animación traída por el Deshielo de Jruschov. Abandonaron la rotoscopia y se alejaron del estilo de arte realista hacia formas más experimentales. Big Troubles (1961) se estilizó como dibujos infantiles primitivistas, mientras que los personajes de Three Fat Men (1963), basados en el popular cuento de hadas soviético del mismo nombre, consistían en formas geométricas simples. Dirigieron varios cortos satíricos, así como adaptaciones de los cuentos de hadas de los hermanos Grimm y El fantasma de Canterville (1970) de Oscar Wilde.
Las hermanas Brumberg abandonaron la industria en 1974. Tras un año de enfermedad, Valentina Brumberg murió en 1975. Zinaida Brumberg falleció seis años después. Fueron enterradas en Moscú.

## Filmografía seleccionada
- 1925 - China in Flames - artistas, animadores
- 1928 - The Samoyed Boy - codirectores, artistas, guionistas (con Nikolai Khodataev y Olga Khodataeva )
- 1934 - Tsar Durandai - codirectores, guionistas (con Ivan Ivanov-Vano )
- 1943 - The Tale of Tsar Saltan - directores, guionistas
- 1945 - The Lost Letter - directores, guionistas
- 1948 — Fedya Zaitcev — directores
- 1951 - La noche antes de Navidad - directores, guionistas
- 1955 - La isla de los errores - directores
- 1960 - Fui yo quien dibujó al hombrecito - directores
- 1961 - Grandes problemas - directores
- 1963 - Tres hombres gordos - directores
- 1970 - El fantasma de Canterville - directores